# واليسون مايا
واليسون موريرا فارياس مايا (مواليد 21 أغسطس 1991) والمعروف باسم واليسون مايا، هو لاعب كرة قدم برازيلي يلعب في مركز قلب الدفاع مع نادي فيلا نوفا.

## مسيرته الكروية
وُلد واليسون في ناتيفيداد في البرازيل، بدأ مسيرته مع فريق كوريتيبا للشباب. في 5 يونيو 2011، شارك لأول مرة مع الفريق الأول في الدوري البرازيلي، حيث بدأ أساسيًا في مباراة انتهت بفوز فريقه 5-1 على فاسكو دا جاما.
بعد هبوطه إلى الفريق الرديف، أُعير واليسون لاحقًا إلى نادي إيتوانو، ثم فورتاليزا وأرابيراكا الرياضي في نفس الموسم. وفي موسم 2013–14 انتقل على سبيل الإعارة إلى أندية جيه مالوسيلي، وبوا إيسبورت، وأتلتيكو سوروكابا. في 7 سبتمبر 2012، سجل أول هدف له في مسيرته الاحترافية مع نادي أربيراكا، حيث سجل في المباراة التي خسرها فريقه خارج أرضه 2-3 أمام بوا إيسبورت في دوري الدرجة الثانية البرازيلي.
في 29 سبتمبر 2014، عاد واليسون مرة أخرى إلى فريقه كوريتيبا بعد سلسلة من الإعارات، وفي يناير 2018، بعد أن جدد عقده مع النادي حتى نهاية عام 2019، انتقل إلى نادي فيتوريا على سبيل الإعارة في 2018 لمدة موسم واحد.
في موسم 2022–23، انضم إلى نادي الفحيحيل في الدوري الكويتي وشارك في 28 مباراة قبل أن ينتقل إلى نادي دا نانغ الصيني.

## وصلات خارجية
- Walisson Moreira Farias Maia على موقع قاعدة بيانات كرة القدم.إي يو (الإنجليزية)
- Walisson Moreira Farias Maia على موقع Soccerway.com (الإنجليزية)
- Walisson Moreira Farias Maia على موقع عالم كرة القدم.نت (الإنجليزية)